# Carlos Conti
Carlos Conti est un décorateur argentin.

## Biographie
Carlos Conti, né en Argentine, réside et travaille à Paris.

## Filmographie

### Département artistique

#### Cinéma
- 1979 : Bastien, Bastienne
- 1979 : L'école est finie
- 1981 : Diva
- 1982 : La Balance
- 1983 : Surexposé
- 1995 : Gazon maudit
- 1995 : Le bonheur est dans le pré
- 1999 : La Voleuse de Saint-Lubin
- 2002 : Vivante

### Directeur artistique

#### Cinéma
- 1991 : Un cœur qui bat

### Costumier

#### Cinéma
- 1980 : Fernand

### Décorateur

#### Cinéma
- 1980 : Fernand
- 1982 : Légitime Violence
- 1983 : Sarah
- 1984 : Le Voyage
- 1984 : Marche à l'ombre
- 1985 : Sac de nœuds
- 1986 : 37°2 le matin
- 1987 : Les Keufs
- 1988 : Drôle d'endroit pour une rencontre
- 1988 : Jaune revolver
- 1988 : Quelques jours avec moi
- 1989 : L'Orchidée sauvage
- 1989 : Roselyne et les Lions
- 1991 : Les Secrets professionnels du docteur Apfelglück
- 1991 : Rue Saint-Sulpice (La Montre, la Croix et la Manière) de Ben Lewin
- 1991 : Rue du Bac
- 1991 : Un cœur qui bat
- 1992 : Le Retour de Casanova
- 1992 : Max et Jérémie
- 1992 : Sam suffit
- 1993 : Ma saison préférée
- 1994 : Grosse Fatigue
- 1995 : Gazon maudit
- 1995 : Nelly et Monsieur Arnaud
- 1996 : Pédale douce
- 1997 : La Leçon de tango
- 1998 : Cœur allumé
- 1999 : Quasimodo d'El Paris
- 2000 : Six-Pack
- 2000 : Les Larmes d'un homme (The man who cried)
- 2001 : La Boîte de Claude Zidi
- 2002 : Le Boulet
- 2003 : Les Marins perdus de Claire Devers
- 2004 : Carnets de voyage de Walter Salles
- 2004 : L'Américain de Patrick Timsit
- 2004 : Les Sœurs fâchées d'Alexandra Leclère
- 2004 : Yes
- 2005 : Queens
- 2006 : Golden Door d'Emanuele Crialese
- 2007 : Le Prix à payer d'Alexandra Leclère
- 2007 : Les Cerfs-volants de Kaboul de Marc Forster
- 2009 : Le Premier Cercle de Laurent Tuel
- 2012 : Ginger and Rosa
- 2012 : Stars 80
- 2012 : Sur la route de Walter Salles
- 2013 : Attila Marcel de Sylvain Chomet
- 2014 : Paradise Lost d'Andrea Di Stefano
- 2015 : Foujita
- 2016 : Ali and Nino
- 2016 : La Danseuse de Stéphanie Di Giusto
- 2017 : Garde alternée d'Alexandra Leclère
- 2017 : The Party de Sally Potter
- 2018 : Mustang
- 2023 : Les Âmes sœurs d'André Téchiné
- 2024 : Les Boules de Noël d'Alexandra Leclère

#### Courts-métrages
- 2016 : Ce qui nous éloigne

#### Télévision
Séries télévisées
- 1995 : Cycle Simenon

## Distinctions
- David di Donatello 2007 du meilleur décorateur (Migliore Scenografo) pour Golden Door ( Nuovomondo) (2006)
- César 2021 : Meilleurs décors pour Adieu les cons [1]